# Abbaye Notre-Dame de Saint-Benoît d'Achel
Pour les articles homonymes, voir Abbaye Saint-Benoît, Abbaye Notre-Dame, Monastère Saint-Benoît, Notre-Dame et Saint-Benoît.
L’abbaye Notre-Dame de Saint-Benoît d'Achel est située dans le village d'Achel, à la frontière entre la Belgique et les Pays-Bas, dans la province de Limbourg. Il s'agit, à l'origine, en 1656, d'un ermitage, dont les membres se soumettent à la règle bénédictine à partir de 1731-1732. L'ermitage est supprimé en 1796, devenant un prieuré quand il retrouve une communauté religieuse de moines trappistes en 1846.
Au milieu du XIXe siècle, les vieux bâtiments du monastère sont rénovés et une brasserie est ajoutée à l'ensemble. Le prieuré est élevé en abbaye en 1871. En 1946, le monastère devenant trop petit, il est décidé de construire un nouvel édifice.
Pendant la Seconde Guerre mondiale, la brasserie est démantelée par les Allemands pour pouvoir y fondre de l’étain et du cuivre, et ce n’est qu’en 1998 qu’une nouvelle brasserie voit le jour. Entretemps, en 1958, les moines d'Achel fondent, par essaimage, la première abbaye trappiste du Congo.

## Situation géographique
Les bâtiments conventuels de l'abbaye sont situés à Hamont-Achel, en Belgique, tandis que le jardin se trouve presque entièrement à Heeze-Leende, aux Pays-Bas.

## Origines
En 1656, Petrus van Eynatten d'Eindoven installe un ermitage - de Kluis - dédié à saint Joseph sur la frontière séparant les Pays-Bas septentrionaux des Pays-Bas méridionaux, à proximité du village de Valkenswaard.
À partir de 1731-1732, sous l'impulsion des réformes de l'abbé de Rancé, les ermites d'Achel sont soumis à la règle bénédictine. Ces ermites sont considérés comme les prédécesseurs des trappistes qui s'installeront ultérieurement à cet endroit. Cet ermitage est démantelé en 1796 (loi du 15 fructidor de l'an IV) et vendu en 1798 à Jan Diederik van Tuyll van Serooskerken, seigneur de Heeze, Leende et Zesgehuchten.

## Histoire
- Dès 1838, les très nombreuses vocations dont bénéficient les cisterciens-trappistes de l'abbaye de Westmalle contraignent celle-ci à essaimer. Début mai, des moines de Westmalle viennent s'installer dans l'ancien couvent des Capucins de Meersel sous la direction d'Yves Bor puis de Joseph-Marie de Moock. Ce couvent avait été érigé en 1687 par Jean de Wyse, riche armateur de Bréda. Il fut démantelé à la Révolution.

- En 1845, ce couvent n’offrant pas le calme nécessaire à la vie religieuse, l'ancien ermitage Saint-Joseph d'Achel retrouve une communauté religieuse en 1846 (moines trappistes cette fois). Dès 1839, Dom Joseph-Marie de Moock gouverne la communauté, il sera premier supérieur d'Achel entre 1846 et 1868.

- En 1871, Dom Bonaventure Hoes, deuxième prieur, est élu premier abbé d'Achel, le prieuré étant érigé en abbaye. Un groupe de moines d'Achel fonde en 1883 Notre-Dame-de-Sion de Diepenveen aux Pays-Bas.

- Dès le début de la Première Guerre mondiale, Achel est occupée par les Allemands et les moines doivent s’exiler pendant une bonne partie de la guerre.

- En 1943, après une visite de la Gestapo, les Allemands décident de démanteler l’abbaye, et les religieux doivent à nouveau quitter le monastère. En septembre 1944, l’abbaye est libérée mais les dégâts sont considérables.

- En 1946, le centenaire de la fondation coïncide avec le début de la construction d’un nouveau monastère. L’ancien ne convient plus pour une communauté dépassant cent moines (seulement cinq Belges). Une émission philatélique à surtaxe contribue au financement des travaux. La nouvelle abbaye est une des plus belles de l’ordre.

## Fondations
L'abbaye d'Achel essaime dès 1883 et fonde les abbayes d’Echt et de Sion aux Pays-Bas ainsi que l'abbaye St-Rémy de Rochefort, en Belgique, en 1887. En 1958, les moines d'Achel fondent la première abbaye trappiste du Congo : le Monastère Notre-Dame de l'Emmanuel à Kasanza, dans le diocèse de Kikwit.

## Aspects culturels

### Architecture
Entre 1839 et 1868, les vieux bâtiments de la nouvelle abbaye sont restaurés. Les ateliers et une brasserie sont ajoutés en 1850, l’hôtellerie l'est en 1852. L'abbatiale néogothique, consacrée en 1889, est l'œuvre de l'architecte néerlandais Pierre J.H. Cuypers.
En définitive, par une architecture sobre et puissante, on se rend compte que le souci de l'architecte est d'actualiser le gothique. Aussi, l'abbaye cistercienne d'Achel propose-t-elle à la vue un ensemble rationnellement conçu, dont certains éléments sont à mettre en évidence : église, cloître, salle capitulaire et réfectoire. Son étendue s'étend sur plus de 220 hectares situés en Belgique ainsi qu'au Pays-Bas.

### Poésie
Dans un de ses recueils de poèmes, Pierre Nothomb afait allusion au « pays roux et noir » où l'abbaye hausse « de grands toits miroitants » et accueille le voyageur passant « sous un grand cintre blanc ».

## Brasserie
La construction de la brasserie est initiée en 1850. Elle est opérationnelle en 1852. La production est alors probablement à l’usage quasi exclusif de la communauté. Pendant la Seconde Guerre mondiale, la brasserie est démantelée par les Allemands pour fondre l’étain et le cuivre de ses installations. Et ce n’est qu’en 1998 qu’une nouvelle brasserie voit le jour. Entretemps, la production de la bière est confiée à différentes brasseries.
Les nouvelles bières d’Achel sont développées par les renommés Frère Thomas (célèbre brasseur de Westmalle) et Frère Antoine (ancien brasseur de Rochefort).